# أرتور باريديس
أرتور باريديس (بالبرتغالية: Artur Paredes‏) هو عازف قيثارة برتغالي، ولد في 10 مايو 1899 في قلمرية في البرتغال، وتوفي في 20 ديسمبر 1980.

## وصلات خارجية
- أرتور باريديس على موقع ميوزك برينز (الإنجليزية)
- أرتور باريديس على موقع ديسكوغز (الإنجليزية)